# Суміжні кути

Суміжні кути.

Суміжні кути — гострий (a) і тупий (b). Розгорнутий кут (c)

Суміжні кути — це пара кутів, які доповнюють один одного до 180 градусів. Два суміжні кути мають спільну вершину і одну спільну сторону, дві інші (не спільні) сторони утворюють пряму лінію.
Наприклад, для кута 135 градусів суміжним є кут розмірністю 45 градусів. Для кута x градусів суміжним буде кут 180-x градусів.

## Тригонометричні співвідношення
Синуси суміжних кутів рівні. Їхні косинуси і тангенси рівні за модулем, але мають протилежні знаки (за винятком невизначених значень).

## Дивитись також
- Кут
- Комплементарні кути
- Вертикальні кути